# Curtiss XP-31 Swift
Curtiss XP-31 Swift (Model 66, XP-934) – prototypowy amerykański samolot myśliwski z okresu międzywojennego zaprojektowany w wytwórni Curtiss-Wright Corporation. W latach 30. maszyna wzięła udział w konkursie na nowy, jednopłatowy samolot myśliwski dla United States Army Air Corps (USAAC), w którym zwycięzcą została konstrukcja Boeing P-26 Peashooter.
Pomimo że konstrukcja okazała się nieudana, uważana jest za ważny kamień milowy w historii Curtissa, jako że wprowadziła wytwórnię w nową erą konstrukcyjną, a niedostatki samolotu stanowiły ważną lekcję dla zespołu projektowego firmy. Był to ostatni myśliwiec Armii ze stałym podwoziem i skrzydłami z zastrzałami, a równocześnie pierwszy z zamknięta kabiną pilota.

## Historia

### Geneza
Na przełomie lat 20. i 30. XX wieku do linii zaczęły wchodzić szybkie, całkowicie metalowe samoloty bombowe, które swoimi osiągami przewyższały użytkowane w siłach powietrznych dwupłatowe samoloty myśliwskie.
Na początku 1932 roku United States Army Air Corps sformułował zapotrzebowanie na nowy, jednopłaty myśliwiec zdolny do walki z nowymi bombowcami. Nowa konstrukcja miała charakteryzować się przede wszystkim dużą prędkością poziomą i szybkością wznoszenia. Na zapotrzebowanie odpowiedziała firma Boeing, projektując samolot Boeing P-26 Peashooter, który do swojego pierwszego lotu wzbił się 20 marca 1932 roku oraz Curtiss Aeroplane and Motor Company.

### Projekt
Inżynier Curtissa, Don Berlin, zaprojektował na bazie szturmowego samolotu Curtiss A-8 nowy samolot myśliwski, jednosilnikowy dolnopłat wykonany w całości z metalu. Samolot otrzymał wewnętrzne oznaczenie firmowe Model 66 i nazwę Swift („nagły”, „prędki”, ale także nazwa ptaka jerzyk). 
Jako jednostkę napędową wytwórnia wybrała chłodzony cieczą 600-konny silnik rzędowy typu Curtiss V-1570 Conqueror ze śmigłem dwupłatowym.  Wybór Curtissa nie spotkał się z uznaniem Armii - silniki Conqueror nie miały dobrej reputacji, miały znaczne problemy z chłodzeniem, zwłaszcza po wprowadzeniu płynów chłodzących Prestone i były trudne utrzymaniu.  Na posiedzeniu rady wojskowej 16 maja 1932 podjęto decyzję aby jako silnika samolotu użyć bardziej niezawodnego silnika gwiazdowego typu Wright Cyclone o mocy 700 KM.  Decyzja o zmianie silnika spotęgowała późniejsze problemy z samolotem - smukły kadłub swifta został zaprojektowany z myślą o silniku rzędowym, duża powierzchnia czołowa gwiazdowego bardzo popsuła aerodynamiczne kształty maszyny.
Aby zapewnić odpowiednią szybkość maszynie, zaprojektowano cienki płat o prostokątnym obrysie, brak doświadczenia w tego typu konstrukcjach zaowocował potrzebą wzmocnienia płatowca. Skrzydła połączone były z masywnymi owiewkami chroniącymi koła stałego podwozia dwoma dużymi zastrzałami - był to ostatni myśliwiec Armii ze stałym podwoziem i z zewnętrznie usztywnionymi (nie wolnonośnymi) skrzydłami.
Od USAAC samolot otrzymał oznaczenie XP-934, Armia dostarczyła także silnik samolotu i całe wyposażenie wojskowe. Samolot został zaprojektowany jako prywatna inicjatywa firmy i został przekazany Armii na zasadzie umowy użyczenia (bailment contract).

### Próby
Prototyp do swojego pierwszego lotu wzbił się w lipcu 1932 roku. Gwiazdowy silnik o dużej powierzchni czołowej i zastrzały zwiększały opory aerodynamiczne samolotu i jego osiągi zostały określone jako niezadowalające, jako że odbiegały od charakterystyk latającego już P-26. W broszurach na temat samolotu Curtiss obiecywał, że może on osiągać nawet 260 mil na godzinę, w rzeczywistości jego prędkość maksymalna wynosiła jedynie 215 mil na godzinę, był wolniejszy nie tylko od boeinga P-26 z którym konkurował, ale nawet od wcześniejszego dwupłatowca Curtiss XP-6F.  Podstawowym problemem powodującym niskie osiągi maszyny była jej nadmierna masa - masa własna swifta wynosiła 3334 funty (1512 kg) - P-26 był o jedną trzecią lżejszy (961 kg).  XP-31 był tylko o 100 kilogramów lżejszy od znacznie większego A-8 na którego konstrukcji był wzorowany.  Kolejną wadą samolotu był bardzo mały zasięg rzędu 600 kilometrów.
W miesiąc po pierwszym locie, inżynierowie wytwórni wymienili silnik gwiazdowy na rzędową jednostkę Curtiss G1V-1570 F Conqueror, zmniejszając tym samym opór czołowy samolotu. Zmiana silnika poprawiła prędkość maksymalną samolotu (Swift mógł maksymalnie lecieć z prędkością rzędu 346 km/h), ale nie jego ogólną charakterystykę która była określana jako „zbyt ciężka” („overweight”).
W lutym 1933 roku USAAC zakupił prototypowy egzemplarz za 40 tysięcy dolarów i nadał mu oznaczenie XP-31 oraz numer seryjny 33-178. Maszyna otrzymały wojskową wersję silnika Curtissa o oznaczenie V-1570-53 Conqueror o takiej samej mocy 600 KM. Wkrótce po zakupie przez USAAC samolot otrzymał nowe oznaczenie ZXP-31 („Z” oznaczało obsolete – „przestarzały”) i do czerwca 1936 przebywał w powietrzu łącznie 287 godzin.
W 1936 roku trafił do szkoły mechaników USAAC jako naziemna pomoc naukowa w Edgewood Arsenal, gdzie został złomowany 10 grudnia 1936.
Pomimo że konstrukcja okazała się nieudana, uważana jest za ważny kamień milowy w historii Curtissa, jako że wprowadziła wytwórnię w nową erą konstrukcyjną, a niedostatki samolotu stanowiły ważną lekcję dla zespołu projektowego firmy. Był to ostatni myśliwiec Armii ze stałym podwoziem i skrzydłami z zastrzałami, a równocześnie pierwszy z zamknięta kabiną pilota.

## Konstrukcja

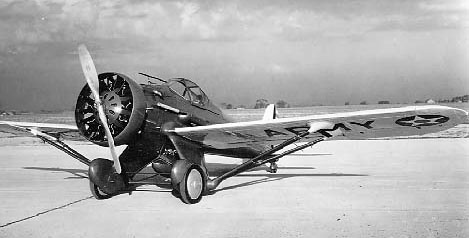
Oryginalny XP-934 z gwiazdowym silnikiem Wright R-1820-4

XP-31 był całkowicie metalowym, zastrzałowym dolnopłatem ze stałym podwoziem. Koła podwozia głównego obudowane dużymi owiewkami połączonymi między sobą usztywniającymi całość zastrzałami, z tyłu kadłuba niechowane kółko ogonowe było również osłonięte aerodynamiczną owiewką. Samolot miał usterzenie klasyczne, poziome wzmocnione pojedynczymi zastrzałami. Skrzydła samolotu o cienkim profilu były podpierane zastrzałami i miały prostokątny obrys. Na krawędzi spływu płata zainstalowano klapy, a na krawędzi natarcia – sloty. Kabina pilota była zamknięta. Klapy otwierały się automatycznie przy prędkości o 15 mil na godzinę (22,6 km/h) większej od prędkości przeciągnięcia.
Samolot uzbrojony był w cztery karabiny maszynowe M1919, dwa zainstalowane były w nosie samolotu, a dwa w zewnętrznych gondolach po obydwu stronach kadłuba.
Rozpiętość skrzydeł wynosiła 36 stóp (10,97 m), długość samolotu 26 stóp i 3 cale (8 m), a jego wysokość 7 stóp i 9 cali (2,36 m). Powierzchnia skrzydeł wynosiła 203 stopy kwadratowe (18,85 m²). Masa własna wynosiła 3334 funty (1512 kg), a masa startowa do 4134 funtów (1879 kg).
Prędkość maksymalna na powierzchni morza wynosiła 215 mil na godzinę (346 km/h), a prędkość przelotowa 184 mile na godzinę (296 km/h). Prędkość wznoszenia samolotu wynosiła 2130 stóp na minutę (10,82 m/s), pułap maksymalny 22.700 stóp (6919 m). Zasięg z zapasem paliwa 75 galonów (284 litry) wynosił 396 mil (637 km), a zapasem 125 galonów – 642 mile (473 litry i 1033 km).